# Rudenkoite
La rudenkoite è un minerale.